# صمدآباد، بیله‌سوار
صمدآباد، بیله‌سوار (به ترکی آذربایجانی: Səmədabad) یک منطقهٔ مسکونی در جمهوری آذربایجان است که در شهرستان بیله‌سوار واقع شده‌است. صمدآباد ۲٬۴۳۲ نفر جمعیت دارد.